# 신원식 (1936년)
신원식(申元湜, 1936년 9월 26일~)은 대한민국의 기업인, 정치인이다. 제11대 국회의원을 지냈다. 본관은 평산(平山)이고 호(號)는 의해(㼁海)이다.

## 약력
- 촌양조장 주식회사 사장
- 새마을식품 주식회사 사장
- 경상남도 김해청년회의소 회장
- 한국청년회의소 부산경남지구위원장
- 대한총력안보 부산경남협의회 대표최고위원
- 민족갱생보호협회 부산경남지회 대표위원
- 프린스 관광호텔 주식회사 CEO 사장
- 프린스 관광호텔 주식회사 CEO 회장

## 학력
- 경상남도 김해동광국민학교 졸업
- 경상남도 김해중학교 졸업
- 경상남도 김해농업고등학교 졸업
- 서울 경희대학교 농학과 학사

## 역대 선거 결과
|  | 19.94% |

|  | 24.70% |

|  | 18.00% |